# Жах Девонсвілля
Жах Девонсвілля (англ. The Devonsville Terror) — американський фільм жахів 1983 року.

## Сюжет
У 1683 році трьох жінок, звинувачених у чаклунстві, замучили і спалили на багатті. Перед тим, як піти в інший світ, одна з них накладає прокляття на місто. Через 300 років три жінки прибувають в місто з різних місць. Одна жінка починає вести передачу на радіо. Друга, вчений, переконує мешканців міста, що вода у них поганої якості. Третя жінка, шкільна вчителька, розповідає своїм учням, що Бог може бути також і жінкою. Жителі містечка приходять в обурення, вбачаючи в жінках загрозу своєму безтурботному існуванню. Тим часом у місті з'являється людина, яка є далеким нащадком того, хто стратив трьох відьом в 1683 році. На ньому висить прокляття, яке він хоче з себе зняти.

## У ролях
| Актор             | Роль           |
| ----------------- | -------------- |
| Сюзанна Лав       | Дженні Скенлон |
| Роберт Вокер мол. | Метью Пендлтон |
| Дональд Плезенс   | доктор Варлі   |
| Пол Вілсон        | Волтер Гіббс   |
| Мері Волден       | Кріс           |
| Діана Хаас        | Моніка         |
| Воллі Флаерті     | священик       |
| Майкл Аккардо     | Ральф Пендлтон |
| Білл Декстер      | Аарон Пендлтон |
| Прісцилла Лоу     | Міртл Пендлтон |
| Анджеліка Ребане  | Анжел Пендлтон |
| Пол Бенц          | кат            |
| Морріган Гарт     | відьма 1       |
| Барбара Кіхлар    | відьма 2       |
| Леслі Сміт        | відьма 3       |
| Джеррі Блохл      | учитель        |
| Вітні Тауер мол.  | мисливець      |
| Джоанна Андрусс   | Сара Луїза     |